# Anton Alexejewitsch Schitow
Anton Alexejewitsch Schitow (russisch Антон Алексеевич Шитов; * 29. Januar 2000 in Moskau) ist ein russischer Fußballtorwart.

## Karriere

### Verein
Schitow begann seine Karriere bei Lokomotive Moskau. Zur Saison 2017/18 wechselte er zum Drittligisten Ararat Moskau. Für Ararat kam er insgesamt zu neun Einsätzen in der Perwenstwo PFL. Nach Saisonende zog sich Ararat aus der dritten Liga zurück, woraufhin der Tormann sich der Zweitligamannschaft von Spartak Moskau anschloss. Ohne für diese gespielt zu haben, stand er im März 2019 erstmals im Kader der ersten Mannschaft. Im April 2019 debütierte er schließlich für Spartak-2 in der Perwenstwo FNL. In seiner ersten Zweitligasaison kam er zu acht Einsätzen.
In der Saison 2019/20 hütete Schitow siebenmal das Tor der Reserve der Moskauer. In der Saison 2020/21 spielte er viermal. In der Saison 2021/22 kam er zu zwei Einsätzen. Nach der Saison 2021/22 stellte Spartak-2 den Spielbetrieb ein, woraufhin Schitow fest in den Profikader rückte. Zum Einsatz kam er aber in der Saison 2022/23 nicht. Zur Saison 2023/24 wechselte er zum Drittligisten Weles Moskau.

### Nationalmannschaft
Schitow spielte zwischen 2015 und 2019 von der U-16 bis zur U-19 36 Mal für russische Jugendnationalauswahlen.